# Geranium cinereum
Espèce
Classification phylogénétique
Le Géranium cendré (Geranium cinereum Cav., 1787) est un géranium des montagnes proches de la Méditerranée occidentale, notamment les Pyrénées où on le trouve de l'ouest de la chaîne jusqu'à la Catalogne occidentale.

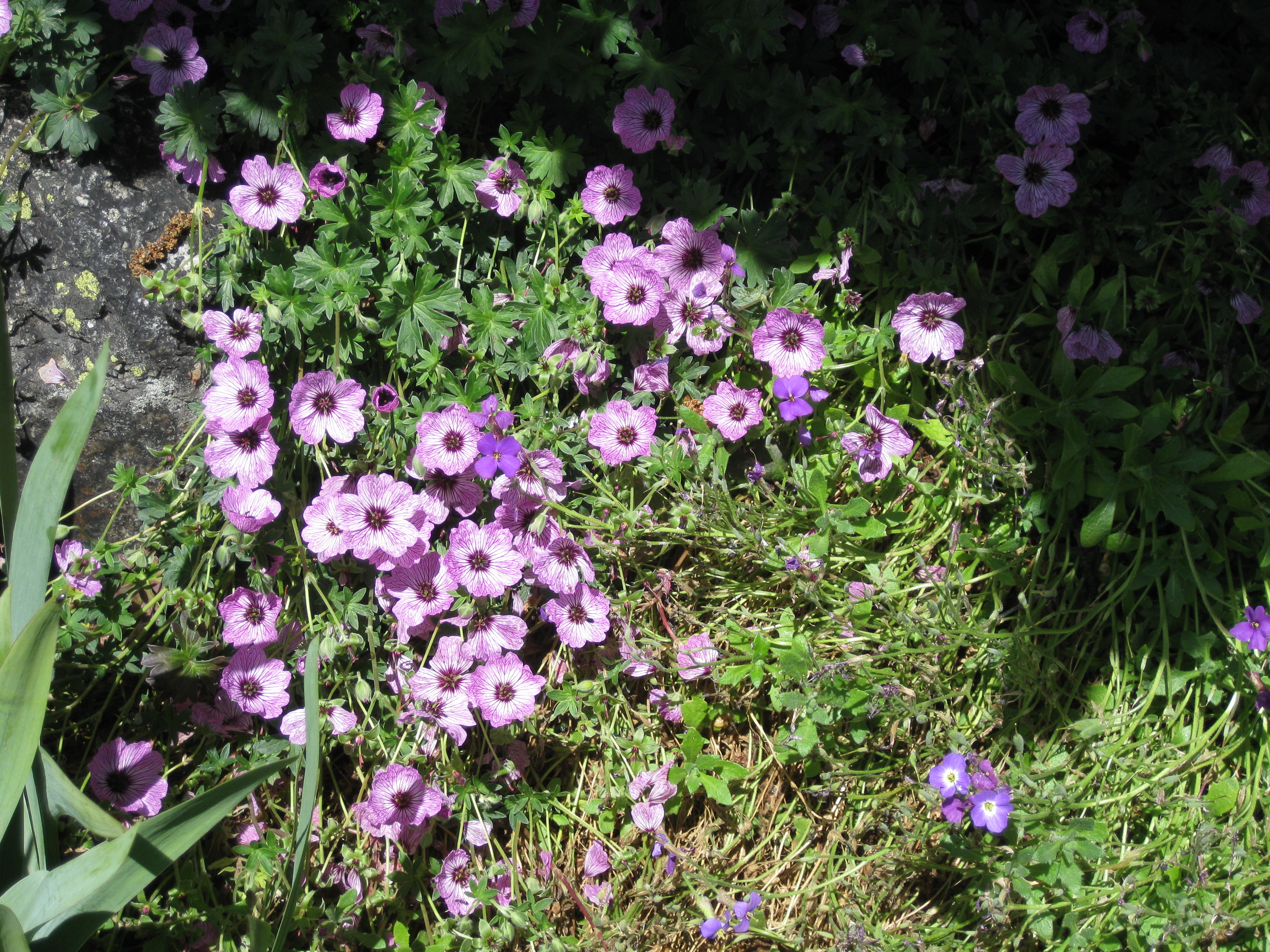
Geranium cinereum.